# Maillots retirés en NBA
Comme dans beaucoup de sports américains, les franchises de la NBA ont l'habitude de retirer les maillots des joueurs ayant marqué leur histoire.
Une seule équipe n'a pour l'instant pas retiré de maillots : les Clippers de Los Angeles. Cela s'explique par sa jeunesse elle n'a pas connu de joueur d'impact ayant pris sa retraite.
À la suite du décès du légendaire Bill Russell la ligue décide que son maillot, le numéro 6, sera retiré dans toutes les franchises.

## Anecdotes
- Le Heat de Miami a décidé de retirer le numéro 23 de Michael Jordan alors qu'il n'a jamais joué pour la franchise. C'est la première franchise à avoir retiré le numéro d'un joueur qui n'a pas été membre de son équipe. En 2020, à la suite de la mort de Kobe Bryant, Mark Cuban annonce que les Mavericks vont retirer le numéro 24[2].

- Le numéro 22 de Clyde Drexler est retiré à la fois aux Trail Blazers de Portland, où il a passé les onze premières saisons de sa carrière, mais aussi aux Rockets de Houston, où, bien que n'ayant passé que 3 saisons dans le club, il a contribué à l'obtention du second titre de l'histoire de la franchise après avoir fait partie de l'équipe légendaire de l'Université de Houston du début des années 80.

- Bobby Phills, Malik Sealy, Jason Collier, Dražen Petrović et Reggie Lewis ont eu leurs numéros retirés respectivement aux Hornets de Charlotte, aux Timberwolves du Minnesota, aux Hawks d'Atlanta, Nets du New-Jersey et aux Celtics de Boston à la suite de leurs décès alors qu'ils étaient encore membres de leurs franchises.

- L'entraîneur Chuck Daly a son numéro retiré aux Pistons de Détroit bien qu'il n'y ait jamais joué : le numéro 2 fait référence aux deux titres qu'il a remporté alors qu'il était aux commandes de la franchise. Pour Red Holzman (613),Jerry Sloan (1 221), (Doug Moe (432) et Bob Leonard (529), c'est le nombre de victoires en saison régulière qui a été choisi, Pour Jack Ramsay, c'est l'année du titre (77 pour 1977)

- Les Pelicans de La Nouvelle-Orléans ont retiré le numéro 7 de Pete Maravich, joueur phare des années 1970, alors que la franchise n'a été créée qu'en… 2002 ! Son numéro a été en fait retiré car Pete Maravich a évolué au Jazz de La Nouvelle-Orléans, franchise depuis déménagée dans l'Utah.

- Les Knicks de New York ont retiré le numéro 15 deux fois : pour Earl Monroe et Dick McGuire

- Certaines franchises retirent le numéro 6 en hommage à leurs fans, considérés comme sixième homme sur le terrain par leurs encouragements. Le numéro 6 est ensuite retiré de l'ensemble des franchises NBA à la suite du décès de Bill Russell[1].

- Kobe Bryant a deux maillots retirés au sein de la même franchise, les Lakers de Los Angeles. Il s'agit du 8 et du 24, numéros qu'il a porté successivement au cours de sa carrière dans le club.

- Gary Payton, dont le numéro 20 doit être retiré (par les Supersonics qui ont été renommés et relocalisés à Oklahoma City), a refusé qu’il le soit tant que la franchise ne reviendra pas à Seattle.

## Liste des maillots retirés enNBApar franchise

### Hawks d'Atlanta
- 9 - Bob Pettit[3]
- 21 - Dominique Wilkins
- 23 - Lou Hudson
- 40 - Jason Collier (jamais officiellement retiré mais plus attribué à un joueur)
- 44 - Pete Maravich
- 55 - Dikembe Mutombo
- Ted Turner (bannière honorifique en tant que propriétaire de la franchise de 1977 à 2004)

### Celtics de Boston
- 00 - Robert Parish[4]
- 1 - Walter Brown : en tant que fondateur de la franchise
- 2 - Arnold « Red » Auerbach : en mémoire de son rôle de n°2 de la franchise derrière Walter Brown
- 3 - Dennis Johnson
- 5 -  Kevin Garnett[5]
- 6 - Bill Russell
- 10 - Jo Jo White
- 14 - Bob Cousy
- 15 - Tom Heinsohn
- 16 - Tom « Satch » Sanders
- 17 - John Havlicek
- 18 - Dave Cowens[6]
- 19 - Don Nelson
- 21 - Bill Sharman
- 22 - Ed Macauley
- 23 - Frank Ramsey
- 24 - Sam Jones
- 25 - K.C. Jones
- 31 - Cedric Maxwell
- 32 - Kevin McHale
- 33 - Larry Bird
- 34 - Paul Pierce[7].
- 35 - Reggie Lewis

À titre honorifique : 
- Johnny Most : voix officielle à la radio des Boston Celtics de 1953 à 1990.
- Jim Loscutoff demanda que le numéro 18 ne soit pas retiré afin qu'un autre joueur puisse le porter dans le futur. Ce numéro a depuis été retiré en l'honneur de Dave Cowens. Loscutoff est représenté par une bannière avec les lettres Loscy.

### Nets de Brooklyn
- 3 - Dražen Petrović[9]
- 4 - Wendell Ladner
- 5 - Jason Kidd[10]
- 15 - Vince Carter
- 23 - John Williamson
- 25 - Bill Melchionni
- 32 - Julius Erving
- 52 - Buck Williams
- 72 - Christopher Wallace plus connu sous le nom de The Notorious B.I.G. (en hommage à sa carrière de rap à Brooklyn)

### Hornets de Charlotte
- 13 - Bobby Phills[11]

### Bulls de Chicago
- 1 - Derrick Rose
- 4 - Jerry Sloan[12]
- 10 - Bob Love
- 23 - Michael Jordan
- 33 - Scottie Pippen
- Entraîneur - Phil Jackson
- General Manager - Jerry Krause

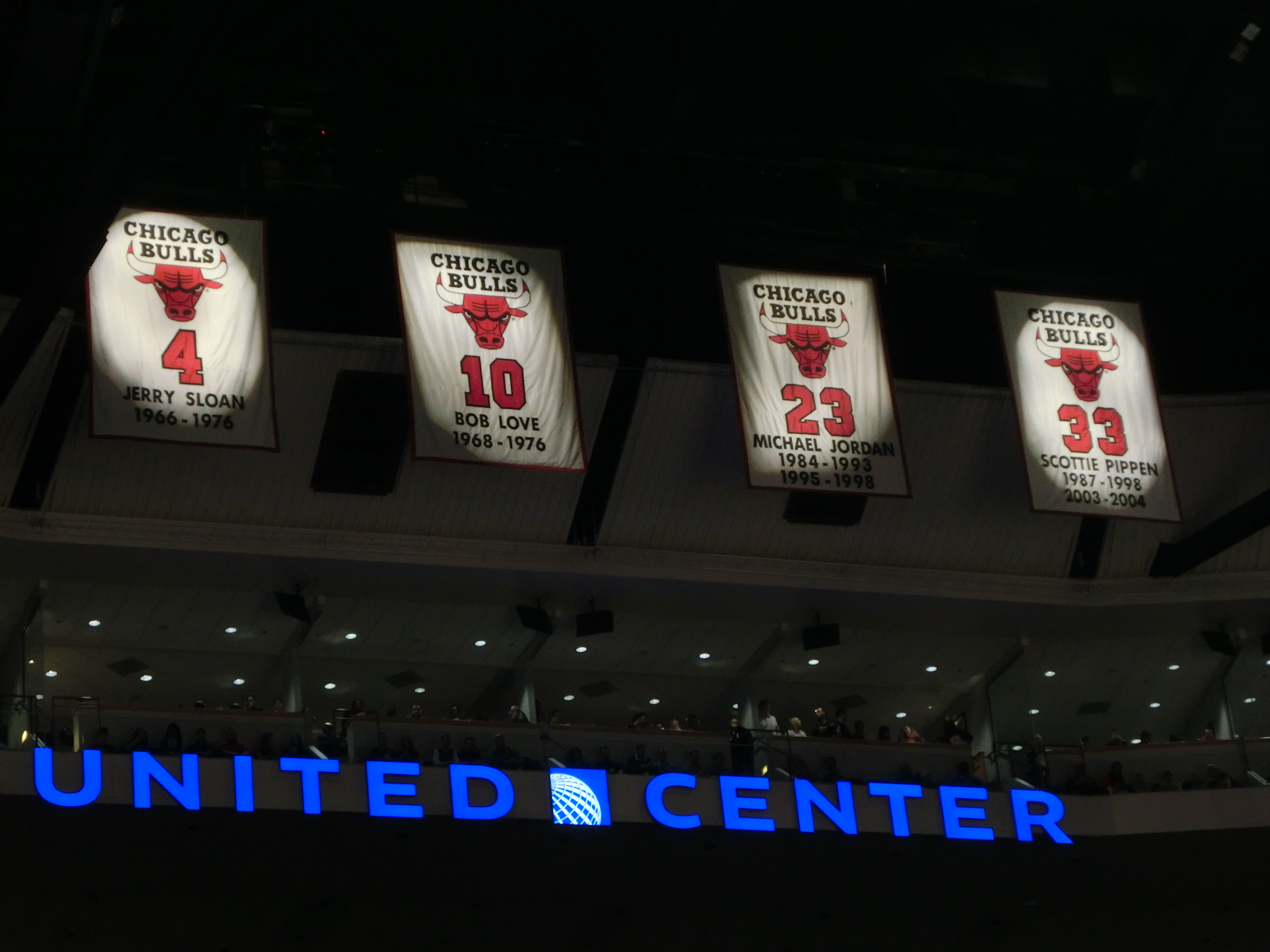
Maillots retirés des Bulls de Chicago.

Jackson et Krause n'ont pas de numéro retiré en leur honneur, mais seulement des bannières les célébrant.

### Cavaliers de Cleveland
- 7 - Bingo Smith[13]
- 11 - Žydrūnas Ilgauskas
- 22 - Larry Nance (réatribué a Larry Nance Jr. lors de son arrivée à Cleveland)
- 25 - Mark Price
- 34 - Austin Carr
- 42 - Nate Thurmond
- 43 - Brad Daugherty

### Mavericks de Dallas
- 12 - Derek Harper[14]
- 15 - Brad Davis
- 22 - Rolando Blackman
- 24 - Kobe Bryant (en hommage après son décès)[15]
- 41 - Dirk Nowitzki[16]

### Nuggets de Denver
- 2 - Alex English[17]
- 12 - Fat Lever[18]
- 33 - David Thompson
- 40 - Byron Beck
- 44 - Dan Issel
- 55 - Dikembe Mutombo
- 432 - Doug Moe (nombre de victoires en saison régulière avec les Nuggets en tant qu'entraîneur)

### Pistons de Détroit
- 1 - Chauncey Billups[19]
- 2 - Chuck Daly (nombre de titres NBA remportés en tant qu'entraîneur)
- 3 - Ben Wallace[20]
- 4 - Joe Dumars
- 10 - Dennis Rodman
- 11 - Isiah Thomas
- 15 - Vinnie Johnson
- 16 - Bob Lanier
- 21 - Dave Bing
- 32 - Richard Hamilton
- 40 - Bill Laimbeer
- - propriétaire - William Davidson

Une bannière honore ses plus de trente années passées au sein de la franchise.

### Warriors de Golden State

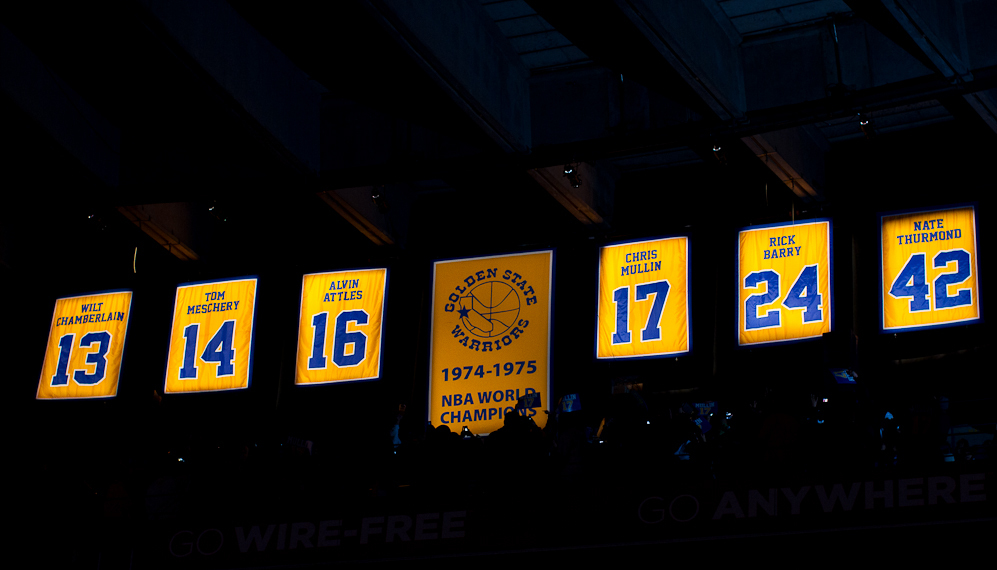
Maillots retirés des Warriors de Golden State.

- 9 - Andre Iguodala
- 13 - Wilt Chamberlain[21]
- 14 - Tom Meschery
- 16 - Al Attles
- 17 - Chris Mullin
- 24 - Rick Barry
- 42 - Nate Thurmond

### Rockets de Houston
- 11 - Yao Ming[22]
- 22 - Clyde Drexler[23]
- 23 - Calvin Murphy
- 24 - Moses Malone
- 34 - Hakeem Olajuwon[24]
- 44 - Elvin Hayes[25]
- 45 - Rudy Tomjanovich
- - Carroll Dawson entraîneur assistant, puis General Manager

Dawson n'a pas de numéro retiré en son honneur, seulement une bannière avec ses initiales célébrant ses 27 années passées en tant qu'entraîneur assistant, puis en tant que general manager.

### Pacers de l'Indiana
- 30 - George McGinnis[26]
- 31 - Reggie Miller
- 34 - Mel Daniels
- 35 - Roger Brown

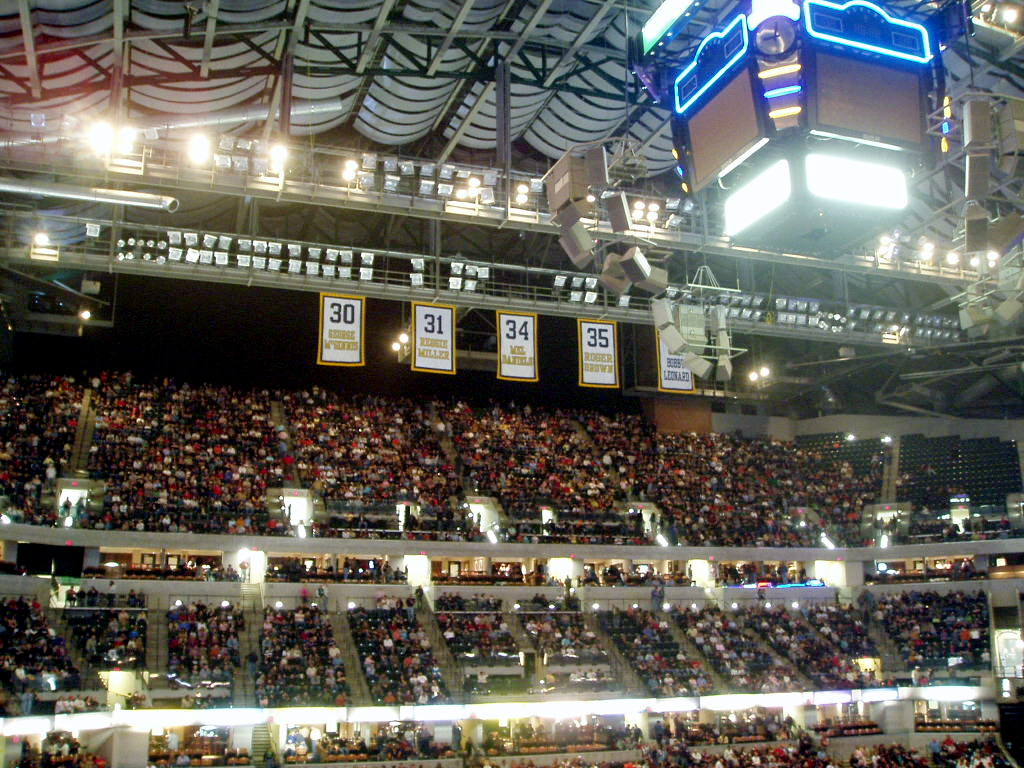
Maillots retirés des Pacers de l'Indiana.

- 529 - Bob « Slick » Leonard (nombre de victoires en tant qu'entraîneur avec les Pacers)

### Clippers de Los Angeles
Aucun maillot retiré.

### Lakers de Los Angeles
- 8 - Kobe Bryant[28]
- 13 - Wilt Chamberlain[29]
- 16 - Pau Gasol[30]
- 21 - Michael Cooper
- 22 - Elgin Baylor
- 24 - Kobe Bryant[28]
- 25 - Gail Goodrich
- 32 - Earvin « Magic » Johnson
- 33 - Kareem Abdul-Jabbar
- 34 - Shaquille O'Neal
- 42 - James Worthy
- 44 - Jerry West
- 52 - Jamaal Wilkes
- 99 - George Mikan
- Microphone - Chick Hearn

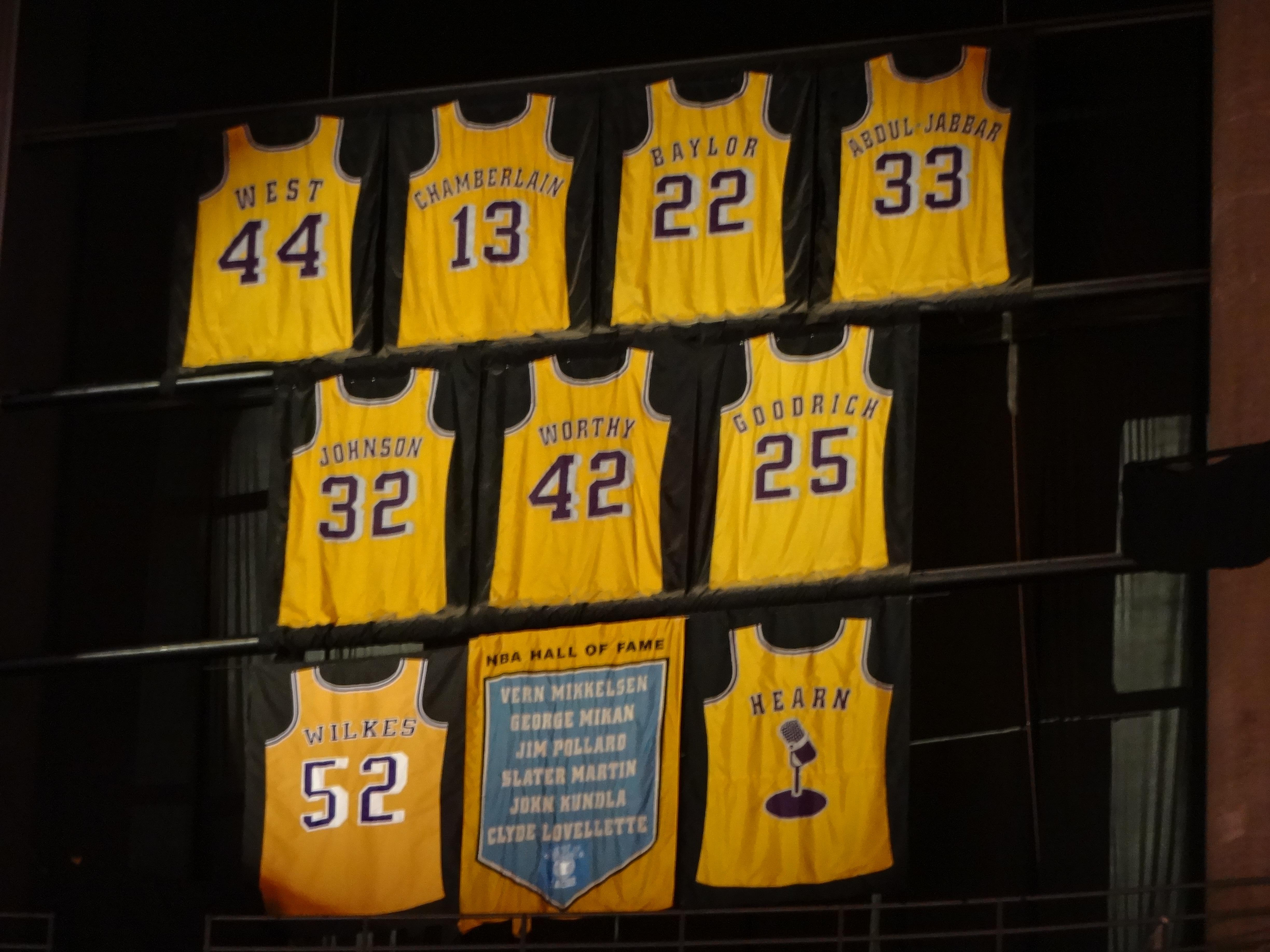
Maillots retirés des Lakers de Los Angeles.

  - Les Lakers ont rendu un hommage, en érigeant une bannière, à six joueurs Hall-of-Famers qui ont contribué au succès de la franchise à l'époque où elle se situait à Minneapolis :
  - 17 Jim Pollard
  - 19 Vern Mikkelsen
  - 22 Slater Martin
  - 34 Clyde Lovellette
  - 99 George Mikan
  - Entraîneur - John Kundla

### Grizzlies de Memphis
- 9 - Tony Allen[31]

- 33 - Marc Gasol[32]

- 50 - Zach Randolph[33]

### Heat de Miami
- 1 - Chris Bosh[34]
- 3 - Dwyane Wade[35]
- 10 - Tim Hardaway[36]
- 13 - Dan Marino en l'honneur du joueur de football américain des Dolphins de Miami.
- 23 - Michael Jordan (en hommage à sa carrière)
- 32 - Shaquille O'Neal
- 33 - Alonzo Mourning
- 40 - Udonis Haslem[37]

### Bucks de Milwaukee
- 1 - Oscar Robertson[38]
- 2 - Junior Bridgeman
- 4 - Sidney Moncrief
- 8 - Marques Johnson
- 10 - Bob Dandridge
- 14 - Jon McGlocklin
- 16 - Bob Lanier
- 32 - Brian Winters
- 33 - Kareem Abdul-Jabbar

### Timberwolves du Minnesota
- 2 - Malik Sealy[39]

### Pelicans de La Nouvelle-Orléans
- 6 - (sixième homme), les fans[40].
- 7 - Pete Maravich, retiré à l'occasion du premier match des Hornets (devenus depuis Pelicans) à La Nouvelle-Orléans en honneur à sa contribution à l'université de Louisiana State et au Jazz de La Nouvelle-Orléans.

### Knicks de New York
- 10 - Walt Frazier[41]
- 12 - Dick Barnett
- 15 - Earl Monroe
- 15 - Dick McGuire
- 19 - Willis Reed
- 22 - Dave DeBusschere
- 24 - Bill Bradley
- 33 - Patrick Ewing
- 613 - Red Holzman (nombre de victoires en tant qu'entraîneur avec les Knicks)

### Thunder d'Oklahoma City/SuperSonics de Seattle
- 1 - Gus Williams[42]
- 4 - Nick Collison[43]
- 10 - Nate McMillan
- 19 - Lenny Wilkens
- 24 - Spencer Haywood
- 32 - Fred Brown
- 40 - Shawn Kemp
- 43 - Jack Sikma
- Commentateur - Bob Blackburn

### Magic d'Orlando
- 6 - Fans (sixième homme)[44]
- 32 - Shaquille O'Neal[45]

### 76ers de Philadelphie
- 2 - Moses Malone[46]
- 3 - Allen Iverson[47]
- 6 - Julius Erving
- 10 - Maurice Cheeks
- 13 - Wilt Chamberlain
- 15 - Hal Greer
- 24 - Bobby Jones
- 32 - Billy Cunningham
- 34 - Charles Barkley

Microphone - Dave Zinkoff

### Suns de Phoenix
- 5 - Dick Van Arsdale[48]
- 6 - Walter Davis
- 7 - Kevin Johnson
- 9 - Dan Majerle
- 13 - Steve Nash
- 24 - Tom Chambers
- 31 - Shawn Marion
- 32 - Amar'e Stoudemire
- 33 - Alvan Adams
- 34 - Charles Barkley
- 42 - Connie Hawkins
- 44 - Paul Westphal
- 832 - Cotton Fitzsimmons (pour son nombre de victoires en tant qu'entraîneur)
- Entraîneur - Joe Proski

### Trail Blazers de Portland
- 1 - Larry Weinberg (propriétaire)[49]
- 13 - David Twardzik
- 14 - Lionel Hollins
- 15 - Larry Steele
- 20 - Maurice Lucas
- 22 - Clyde Drexler
- 30 - Bob Gross
- 30 - Terry Porter
- 32 - Bill Walton
- 36 - Lloyd Neal
- 45 - Geoff Petrie
- 77 - Jack Ramsay (entraîneur des Blazers lors de l'année du titre en 1977)

### Kings de Sacramento
- 1 - Nate « Tiny » Archibald[50]
- 2 - Mitch Richmond
- 4 - Chris Webber
- 6 - fans (sixième homme)
- 11 - Bob Davies
- 12 - Maurice Stokes
- 14 - Oscar Robertson
- 16 - Peja Stojaković
- 21 - Vlade Divac
- 27 - Jack Twyman
- 44 - Sam Lacey

### Spurs de San Antonio

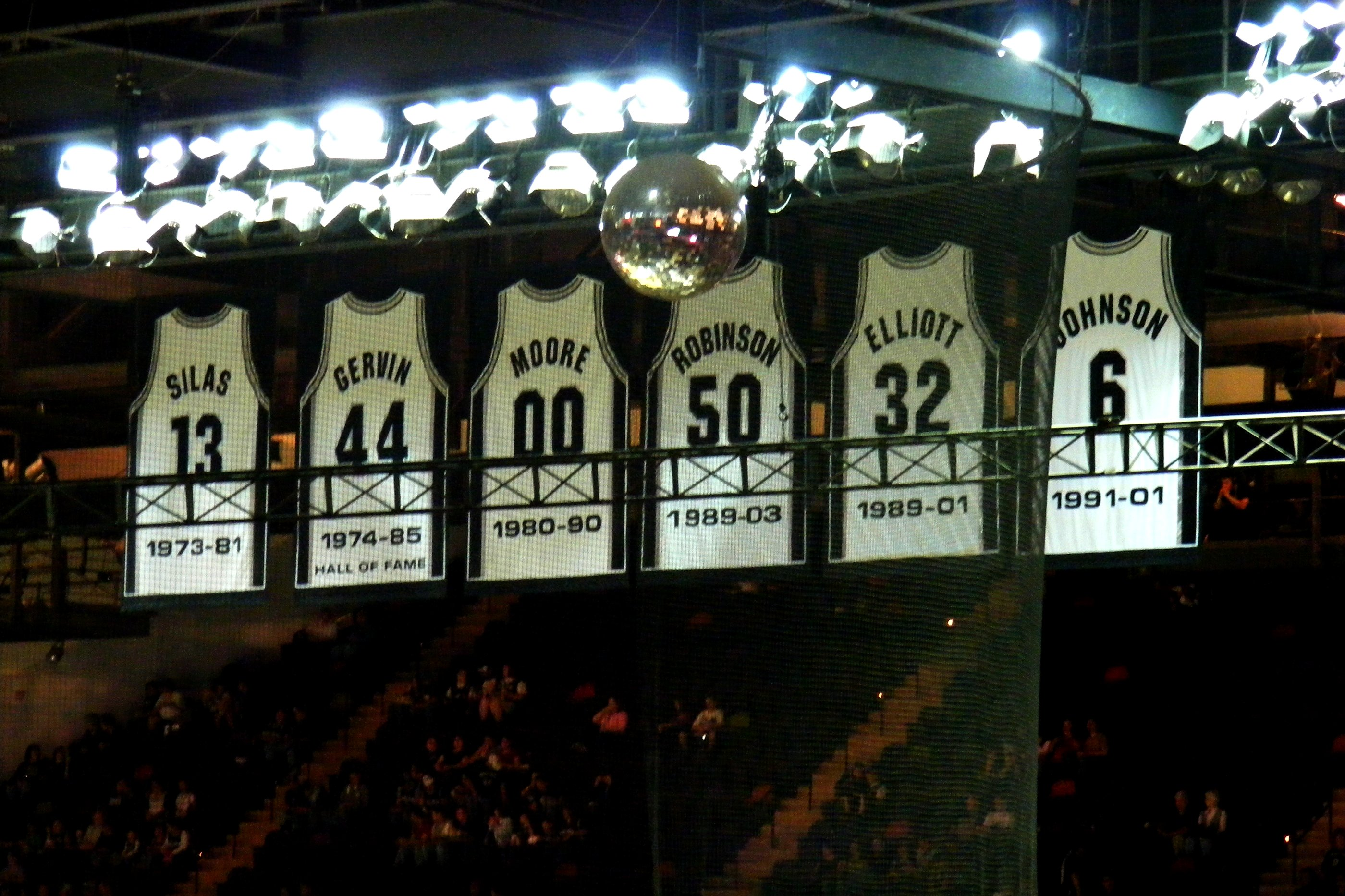
Maillots retirés des Spurs de San Antonio.

- 00 - Johnny Moore[51]
- 6 - Avery Johnson
- 9 - Tony Parker [52]
- 12 - Bruce Bowen
- 13 - James Silas
- 20 - Manu Ginóbili [53]
- 21 - Tim Duncan[54]
- 32 - Sean Elliott
- 44 - George Gervin
- 50 - David Robinson[55]

### Raptors de Toronto
- 15 - Vince Carter[56]

### Jazz de l'Utah
- 1 - Frank Layden[57]
- 4 - Adrian Dantley
- 7 - Pete Maravich
- 12 - John Stockton
- 14 - Jeff Hornacek
- 32 - Karl Malone
- 35 - Darrell Griffith
- 53 - Mark Eaton
- 1221 - Jerry Sloan (nombre de victoires en tant qu'entraîneur)[58]

### Wizards de Washington
- 10 - Earl Monroe[59]
- 11 - Elvin Hayes
- 25 - Gus Johnson
- 41 - Wes Unseld
- 45 - Phil Chenier

## Liste des maillots retirés enNBApar numéro
00
- Johnny Moore, Spurs de San Antonio
- Robert Parish, Celtics de Boston

1
- Nate Archibald, Kings de Sacramento
- Chauncey Billups, Pistons de Détroit
- Walter A. Brown, Celtics de Boston
- Frank Layden Jazz de l'Utah
- Oscar Robertson, Bucks de Milwaukee
- Derrick Rose, Bulls de Chicago
- Larry Weinberg, Trail Blazers de Portland
- Gus Williams, SuperSonics de Seattle
- Chris Bosh, Heat de Miami

2
- Red Auerbach, Celtics de Boston
- Junior Bridgeman, Bucks de Milwaukee
- Chuck Daly, Pistons de Détroit
- Alex English, Nuggets de Denver
- Moses Malone, 76ers de Philadelphie
- Mitch Richmond, Kings de Sacramento
- Malik Sealy, Timberwolves du Minnesota

3
- Allen Iverson, 76ers de Philadelphie
- Dennis Johnson, Celtics de Boston
- Dražen Petrović, Nets du New Jersey
- Ben Wallace, Pistons de Détroit
- Dwyane Wade, Heat de Miami

4
- Adrian Dantley, Jazz de l'Utah
- Joe Dumars, Pistons de Détroit
- Wendell Ladner, Nets du New Jersey
- Sidney Moncrief, Bucks de Milwaukee
- Jerry Sloan, Bulls de Chicago
- Chris Webber, Kings de Sacramento

5
- Dick Van Arsdale, Suns de Phoenix
- Jason Kidd, Nets de Brooklin
- Mendy Rudolph, arbitre (la NBA a retiré ce numéro)

6
- Walter Davis, Suns de Phoenix
- The Fans, Magic d'Orlando et Kings de Sacramento
- Julius Erving, 76ers de Philadelphie
- Bill Russell, Celtics de Boston et dans toute la ligue

7
- Pete Maravich, Pelicans de La Nouvelle-Orléans et Jazz de l'Utah
- Kevin Johnson, Suns Phoenix
- Bingo Smith, Cavaliers de Cleveland

8
- Kobe Bryant, Lakers de Los Angeles

9
- Dan Majerle, Suns de Phoenix
- Bob Pettit, Hawks d'Atlanta
- Tony Allen, Grizzlies de Memphis
- Tony Parker, Spurs de San Antonio
- Andre Iguodala, Warriors de Golden State

10
- Bob Dandridge, Bucks de Milwaukee
- Maurice Cheeks, 76ers de Philadelphie
- Walt Frazier, Knicks de New York
- Tim Hardaway, Heat de Miami
- Bob Love, Bulls de Chicago
- Nate McMillan, SuperSonics de Seattle
- Earl Monroe, Wizards de Washington
- Jo Jo White, Celtics de Boston
- Dennis Rodman, Pistons de Détroit

11
- Bob Davies, Kingsde Sacramento
- Elvin Hayes, Wizards de Washington
- Žydrūnas Ilgauskas, Cavaliers de Cleveland
- Isiah Thomas, Pistons de Détroit

12
- Dick Barnett, Knicks de New York
- John Stockton, Jazz de l'Utah
- Maurice Stokes, Kings de Sacramento
- Bruce Bowen, Spurs de San Antonio

13
- Wilt Chamberlain, Warriors de Golden State, Lakers de Los Angeles et 76ers de Philadelphie
- Bobby Phills, Hornets de Charlotte
- James Silas, Spurs de San Antonio
- Dave Twarzdik, Trail Blazers de Portland

14
- Bob Cousy, Celtics de Boston
- Jeff Hornacek, Jazz de l'Utah
- Jon McGlocklin, Bucks de Milwaukee
- Lionel Hollins, Trail Blazers de Portland
- Tom Meschery, Warriors de Golden State
- Oscar Robertson, Kings de Sacramento

15
- Brad Davis, Mavericks de Dallas
- Hal Greer, 76ers de Philadelphie
- Tom Heinsohn, Celtics de Boston
- Vinnie Johnson, Pistons de Détroit
- Dick McGuire, Knicks de New York
- Earl Monroe, Knicks de New York
- Larry Steele, Blazers de Portland Trail
- Vince Carter, Raptors de Toronto

16
- Al Attles, Warriors de Golden State
- Bob Lanier, Pistons de Détroit et Bucks de Milwaukee
- Satch Sanders, Celtics de Boston
- Pau Gasol, Lakers de Los Angeles

17
- John Havlicek, Celtics de Boston
- Ted Turner, Hawks d'Atlanta
- Chris Mullin, Warriors de Golden State

18
- Dave Cowens, Celtics de Boston
- Jim Loscutoff, Celtics de Boston

19
- Don Nelson, Celtics de Boston
- Willis Reed, Knicks de New York
- Lenny Wilkens, SuperSonics de Seattle

20
- Maurice Lucas, Trail Blazers de Portland
- Manu Ginóbili, Spurs de San Antonio

21
- Dave Bing, Pistons de Détroit
- Vlade Divac, Kings de Sacramento
- Bill Sharman, Celtics de Boston
- Dominique Wilkins, Hawks d'Atlanta
- Tim Duncan, Spurs de San Antonio

22
- Elgin Baylor, Lakers de Los Angeles
- Rolando Blackman, Mavericks de Dallas
- Dave DeBusschere, Knicks de New York
- Clyde Drexler, Rockets de Houston et Trail Blazers de Portland
- Ed Macauley, Celtics de Boston
- Larry Nance, Cavaliers de Cleveland

23
- Lou Hudson, Hawks d'Atlanta
- Michael Jordan, Bulls de Chicago, Heat de Miami (hommage à sa carrière)
- Calvin Murphy, Rockets de Houston
- Frank Ramsey, Celtics de Boston
- John Williamson, Nets du New Jersey

24
- Rick Barry, Warriors de Golden State
- Bill Bradley, Knicks de New York
- Tom Chambers, Suns de Phoenix
- Spencer Haywood, SuperSonics de Seattle
- Bobby Jones, 76ers de Philadelphie
- Sam Jones, Celtics de Boston
- Moses Malone, Rockets de Houston
- Kobe Bryant, Lakers de Los Angeles et Mavericks de Dallas (hommage après son décès)

25
- Gail Goodrich, Lakers de Los Angeles
- Gus Johnson, Wizards de Washington
- K. C. Jones, Celtics de Boston
- Bill Melchionni, Nets du New Jersey
- Mark Price, Cavaliers de Cleveland

27
- Jack Twyman, Kings de Sacramento

30
- George McGinnis, Pacers de l'Indiana
- Bob Gross, Trail Blazers de Portland
- Terry Porter, Trail Blazers de Portland

31
- Cedric Maxwell, Celtics de Boston
- Reggie Miller, Pacers de l'Indiana

32
- Fred Brown, SuperSonics de Seattle
- Billy Cunningham, 76ers de Philadelphie
- Sean Elliott, Spurs de San Antonio
- Julius Erving, Nets de New Jersey
- Magic Johnson, Lakers de Los Angeles
- Karl Malone, Jazz de l'Utah
- Kevin McHale, Celtics de Boston
- Shaquille O'Neal, Heat de Miami et Magic d'Orlando
- Bill Walton, Trail Blazers de Portland
- Brian Winters, Bucks de Milwaukee

33
- Kareem Abdul-Jabbar, Lakers de Los Angeles et Bucks de Milwaukee
- Alvan Adams, Suns de Phoenix
- Larry Bird, Celtics de Boston
- Patrick Ewing, Knicks de New York
- Alonzo Mourning, Heat de Miami
- Scottie Pippen, Bulls de Chicago
- David Thompson, Nuggets de Denver
- Marc Gasol, Grizzlies de Memphis

34
- Charles Barkley, 76ers de Philadelphie et Suns de Phoenix
- Austin Carr, Cavaliers de Cleveland
- Mel Daniels, Pacers de l'Indiana
- Shaquille O'Neal, Lakers de Los Angeles
- Paul Pierce, Celtics de Boston
- Hakeem Olajuwon, Rockets de Houston

35
- Roger Brown, Pacers de l'Indiana
- Darrell Griffith, Jazz de l'Utah
- Reggie Lewis, Celtics de Boston

36
- Lloyd Neal, Trail Blazers de Portland

40
- Byron Beck, Nuggets de Denver
- Jason Collier, Hawks d'Atlanta
- Bill Laimbeer, Pistons de Détroit
- Udonis Haslem, Heat de Miami

41
- Wes Unseld, Wizards de Washington
- Dirk Nowitzki, Mavericks de Dallas

42
- Connie Hawkins, Phoenix Suns
- Nate Thurmond, Cavaliers de Cleveland et Warriors de Golden State
- James Worthy, Lakers de Los Angeles

43
- Brad Daugherty, Cavaliers de Cleveland
- Jack Sikma, SuperSonics de Seattle

44
- George Gervin, Spurs de San Antonio
- Dan Issel, Nuggets de Denver
- Sam Lacey, Kings de Sacramento
- Jerry West, Lakers de Los Angeles
- Paul Westphal, Suns de Phoenix

45
- Geoff Petrie, Trail Blazers de Portland
- Rudy Tomjanovich, Rockets de Houston

50
- David Robinson, Spurs de San Antonio
- Zach Randolph, Grizzlies de Memphis

52
- Buck Williams, Nets de New Jersey
- Jamaal Wilkes, Lakers de Los Angeles

53
- Mark Eaton, Jazz de l'Utah

55
- Dikembe Mutombo, Hawks d'Atlanta et Nuggets de Denver

77
- Jack Ramsay, Trail Blazers de Portland

99
- George Mikan, Lakers de Los Angeles

432
- Doug Moe, Nuggets de Denver

529
- Bobby Leonard, Pacers de l'Indiana

613
- Red Holzman, Knicks de New York

832
- Cotton Fitzsimmons, Suns de Phoenix

1221
- Jerry Sloan, Jazz de l'Utah

Microphone
- Bob Blackburn, SuperSonics de Seattle
- Chick Hearn, Lakers de Los Angeles
- Johnny Most, Celtics de Boston
- Dave Zinkoff, 76ers de Philadelphie

Autres
- William Davidson, Pistons de Détroit
- Phil Jackson, Bulls de Chicago
- Jerry Krause, Bulls de Chicago
- John Kundla, Lakers de Los Angeles
- Joe Proski, Suns de Phoenix